# Worldwide harmonized Light vehicles Test Procedure
Die Worldwide harmonized Light vehicles Test Procedure (kurz: WLTP, deutsch etwa weltweit einheitliches Leichtfahrzeuge-Testverfahren) ist ein von Experten aus der Europäischen Union, Japan und anfangs auch Indien und nach den Richtlinien des World Forum for Harmonization of Vehicle Regulations der Wirtschaftskommission für Europa der Vereinten Nationen (UNECE) entwickeltes, neues Messverfahren zur Bestimmung der Abgasemissionen (Schadstoff- und CO2-Emissionen) und des Kraftstoff-/Stromverbrauchs von Kraftfahrzeugen. Die USA wenden die WLTP nicht an. Das Testverfahren ist seit 1. September 2017 in der Europäischen Union eingeführt und gilt für Personenkraftfahrzeuge und leichte Nutzfahrzeuge. Hierzu gehört auch der neue Prüfzyklus WLTC (Worldwide harmonized Light Duty Test Cycle). Da in Deutschland die Kraftfahrzeugsteuer an den CO2-Ausstoß pro Kilometer gebunden ist, stieg die Kraftfahrzeugsteuer für neu zugelassene Autos zum 1. September 2018 aufgrund der Einführung des WLTP teils deutlich an.

## Einführung
Mit der Verordnung (EU) 2017/1151 der Kommission vom 1. Juni 2017 unter anderem mit Ergänzungen und Aufhebungen zu früheren Verordnungen über die Typgenehmigung von Kraftfahrzeugen hinsichtlich der Emissionen von leichten Personenkraftwagen und Nutzfahrzeugen (Euro 5, Euro 6) erfolgte die verbindliche Einführung des neuen WLTC/WLTP für die Typprüfung neuer Modelle und neuer Motorvarianten ab dem 1. September 2017 und ab dem 1. September 2018 für neu zugelassene Fahrzeuge. Die neue Verordnung wurde am 7. Juli 2017 im Amtsblatt der EU veröffentlicht und trat am 27. Juli 2017 in Kraft. Damit gilt seit dem 1. September 2017 in der Europäischen Union die neue Abgasnorm Euro 6c.
Im Unterschied zu dem bis August 2017 gültigen Neuen Europäischen Fahrzyklus (NEFZ) als Grundlage zur Ermittlung der Schadstoff- und CO2-Emissionen sowie des Kraftstoff- bzw. Stromverbrauches bei der Typgenehmigung gelten unter anderem geänderte Beschleunigungs- und Geschwindigkeitswerte. Zudem müssen die Kraftfahrzeughersteller nicht mehr nur den Verbrauchswert für eine Ausstattungsvariante angeben, sondern für jede Ausstattungsvariante, die konfigurierbar ist. Dadurch werden die Verbrauchsspannen eines Kraftfahrzeugs deutlich größer.

### China ab 2021
China hatte an den Sitzungen zum WLTC teilgenommen; das China Automotive Technology and Research Centre (CATRC) entwickelte jedoch  mit einer Datenstichprobe aus etwa 5.050 Fahrzeugen den China Light-Duty Vehicles Test Cycle, CLTC, der mehr Leerlaufphasen und eine mit 114 km/h geringere Spitzengeschwindigkeit als der WLTC mit 131 km/h enthält. Damit sollen insbesondere andere Anforderungen der chinesischen Verbraucher, die beispielsweise einen höheren Anteil der gefahrenen Kilometer in Städten zurücklegen oder eine niedrigere Höchstgeschwindigkeit auf Autobahnen erreichen dürfen, berücksichtigt werden. Der CLTC wurde im Oktober 2020 vorgestellt und gilt seit Oktober 2021 für schwere Nutzfahrzeuge, batterieelektrische Fahrzeuge und Brennstoffzellenfahrzeuge; für Leichte Nutzfahrzeuge, Plug-in-Hybride und Fahrzeuge mit alternativen Kraftstoffen soll in China noch bis 2025 weiterhin der WLTC angewendet werden.

## Veröffentlichte Daten gemäß WLTP
Seit 2021 sind die Angaben zum Verbrauch gemäß den WLTP-Richtlinien verpflichtend, allerdings hat das deutsche BMWK die Pkw-Energieverbrauchs-Kennzeichnungsverordnung (Pkw-EnVKV) noch (Stand 07/2021) nicht angepasst, sodass Händler immer noch gezwungen sind Verbrauchs- und Emissionswerte von Neuwagen gegenüber ihren Kunden nach dem als veraltet geltenden NEFZ-Verfahren auszuweisen. Vor September 2018 waren sie nur sporadisch veröffentlicht und lagen hauptsächlich im Bereich der Elektroautos vor. Diese Reichweiten- bzw. Verbrauchsangaben sind in der Liste von Elektroautos in Serienproduktion aufgeführt.

## Testverfahren und Fahrzeugklassen
Im Testverfahren sind zahlreiche Bedingungen definiert, dazu zählen unter anderem Schaltvorgänge, Gesamtfahrzeugmasse (einschließlich Zusatzausstattung, Fracht und Passagiere), Kraftstoffqualität, Umgebungstemperatur von 23 °C  sowie Reifenauswahl und -druck.
Drei verschiedene Prüfzyklen werden angewendet, je nach Leistungsgewicht (korrekt: Verhältnis Leistung pro Masse in fahrbereitem Zustand abzüglich 75 kg) Pmr (Power mass ratio) in Watt je Kilo (Motornennleistung zu Leermasse):
- Klasse 1: Low-Power-Fahrzeuge mit Pmr ≤ 22 W/kg
- Klasse 2: Fahrzeuge mit 22 W/kg < Pmr ≤ 34 W/kg
- Klasse 3: Hochleistungsfahrzeuge mit Pmr > 34 W/kg

Die meisten heute auf dem deutschen Markt verfügbaren Pkw verfügen über Leistungsgewichte größer 34 kW/t (46 PS/t Leermasse) und gehören somit zur Klasse 3. Ein geringer Anteil von Kleinbussen und vereinzelte gering motorisierte Hochdachkombis, Transporter und Kastenwagen können auch in die Klasse 2 gehören.
Für jede Klasse wurden mehrere Fahrzyklen entwickelt, um den Fahrzeugbetrieb auf städtischen und außerstädtischen Straßen, Autobahnen und Schnellstraßen abzubilden. Die Dauer jedes Teils ist in allen drei Klassen identisch, jedoch sind die Beschleunigungs- und Geschwindigkeitskurven unterschiedlich. Außerdem gibt es gegebenenfalls Einschränkungen durch die Fahrzeughöchstgeschwindigkeit.
Das WLTP-Testverfahren bietet einen Algorithmus zur Berechnung der optimalen Betriebspunkte.

## Fahrzyklen
Die drei eigentlichen Fahrzyklen in der WLTP werden mit WLTC abgekürzt (Worldwide harmonized Light vehicles Test Cycle).

### Klasse 3

WLTC-Fahrzyklusdiagramm für ein Klasse-3-Fahrzeug

Der WLTC-Fahrzyklus für ein Klasse-3-Fahrzeug besteht aus den vier Teilen Low, Medium, High und Extra High Speed. Falls die Höchstgeschwindigkeit des Fahrzeugs vmax < 120 km/h ist, wird der Extra-High-Speed-Anteil durch einen weiteren Low-Speed-Anteil ersetzt.
|                                                | Low   | Medium | High  | Extra High | Total  |
| ---------------------------------------------- | ----- | ------ | ----- | ---------- | ------ |
| Dauer, s                                       | 589   | 433    | 455   | 323        | 1800   |
| Stillstandsdauer, s                            | 156   | 48     | 31    | 7          | 242    |
| Distanz, m                                     | 3.095 | 4.756  | 7.158 | 8.254      | 23.262 |
| Stoppanteil, %                                 | 26,5  | 11,1   | 6,8   | 2,2        | 13,4   |
| Höchstgeschwindigkeit, km/h                    | 56,5  | 76,6   | 97,4  | 131,3      |        |
| Durchschnittsgeschwindigkeit ohne Stopps, km/h | 25,7  | 44,5   | 60,8  | 94,0       | 53,8   |
| Durchschnittsgeschwindigkeit mit Stopps, km/h  | 18,9  | 39,5   | 56,6  | 92,0       | 46,5   |
| Maximale Verzögerung, m/s2                     | −1,5  | −1,5   | −1,5  | −1,2       |        |
| Maximale Beschleunigung, m/s2                  | 1,5   | 1,6    | 1,6   | 1,0        |        |

### Klasse 2

WLTC-Fahrzyklusdiagramm für ein Klasse-2-Fahrzeug

Der WLTC-Fahrzyklus für ein Klasse-2-Fahrzeug besteht aus den drei Teilen Low, Medium und High Speed. Falls die Höchstgeschwindigkeit des Fahrzeugs vmax < 90 km/h ist, wird der High-Speed-Anteil durch einen weiteren Low-Speed-Anteil ersetzt.
|                                                | Low   | Medium | High  | Total  |
| ---------------------------------------------- | ----- | ------ | ----- | ------ |
| Dauer, s                                       | 589   | 433    | 455   | 1477   |
| Stillstandsdauer, s                            | 155   | 48     | 30    | 233    |
| Distanz, m                                     | 3.132 | 4.712  | 6.820 | 14.664 |
| Stoppanteil, %                                 | 26,3  | 11,1   | 6,6   | 15,8   |
| Höchstgeschwindigkeit, km/h                    | 51,4  | 74,7   | 85,2  |        |
| Durchschnittsgeschwindigkeit ohne Stopps, km/h | 26,0  | 44,1   | 57,8  | 42,4   |
| Durchschnittsgeschwindigkeit mit Stopps, km/h  | 19,1  | 39,2   | 54,0  | 35,7   |
| Maximale Verzögerung, m/s2                     | −1,1  | −1,0   | −1,1  |        |
| Maximale Beschleunigung, m/s2                  | 0,9   | 1,0    | 0,8   |        |

### Klasse 1

WLTC-Fahrzyklusdiagramm für ein Klasse-1-Fahrzeug

Der WLTC-Fahrzyklus für ein Klasse-1-Fahrzeug besteht aus den zwei Teilen Low und Medium Speed, die jedoch in der Reihenfolge Low-Medium-Low gefahren werden (insgesamt also drei Teile). Falls die Höchstgeschwindigkeit des Fahrzeugs vmax < 70 km/h ist, wird der Medium-Speed-Anteil durch einen weiteren Low-Speed-Anteil ersetzt.
|                                                | Low   | Medium | Total |
| ---------------------------------------------- | ----- | ------ | ----- |
| Dauer, s                                       | 589   | 433    | 1022  |
| Stillstandsdauer, s                            | 155   | 48     | 203   |
| Distanz, m                                     | 3.324 | 4.767  | 8.091 |
| Stoppanteil, %                                 | 26,3  | 11,1   | 19,9  |
| Höchstgeschwindigkeit, km/h                    | 49,1  | 64,4   |       |
| Durchschnittsgeschwindigkeit ohne Stopps, km/h | 27,6  | 44,6   | 35,6  |
| Durchschnittsgeschwindigkeit mit Stopps, km/h  | 20,3  | 39,6   | 28,5  |
| Maximale Verzögerung, m/s2                     | −1,0  | −0,6   |       |
| Maximale Beschleunigung, m/s2                  | 0,8   | 0,6    |       |